# Plaza Mayor (Lima)
A Plaza Mayor, más néven Plaza de Armas Peru fővárosának, Limának a központi tere. A 16. században ezen tér körül kezdett kialakulni a város, ma az országba látogató turisták egyik legkedveltebb célpontja.

## Története
Lima városát Francisco Pizarro alapította 1535-ben: az ő földi maradványai ma a téren álló Szent János-székesegyházban nyugszanak. Az új város a Plaza Mayor körül alakult ki, a környező négyzetrácsos utcahálózatot ezen tér oldalaihoz igazítva tervezték, megfelelve ezzel I. Károly spanyol király 1523-ban kelt rendeletének, amely a gyarmatokon alapított városok tervrajzát szabályozza. Mindjárt a tér kijelölésekor felállították a pellengért is, az utcák tervezése csak ezután kezdődött meg.
Pizarro, előjogait kihasználva rögtön kisajátította a tér északi oldalán, a Rímac folyóig terjedő területet, az ettől jobbra eső oldal északi részén paplakást, a déli oldalán templomot tervezett, a nyugati oldal északi részén pedig az önkormányzat épületének helyszínét jelölte ki. A többi környező területet konkvisztádortársai között (Nicolás de Ribera, Diego de Agüero, Francisco Quintero) osztotta szét.
Az első fontosabb változtatásokat a téren Diego López de Zúñiga y Velasco alkirály kezdeményezte: a pellengért átköltöztették egy, a folyóhoz közelebbi helyre (a mai Desamparados vasútállomás helyére), hogy helyére egy vízmedencés szökőkutat állíthassanak fel. A pellengér aztán később visszakerült a térre, igaz, nem az eredeti helyére, hanem a déli oldalra, oda, ahol ma a Pasaje Olaya utca nyílik. 1668-ban Pedro Antonio Fernández de Castro ismét átköltöztette a pellengért, ezúttal a Szent Anna térre, de a következő évben ismét visszakerült a főtérre.
A Plaza Mayor piacként és bikaviadalok helyszíneként is használatos volt, sőt, kivégzésekre is sor került itt. Ünnepi rendezvényeket is tartottak rajta: azt mondják, ez esetben lezárták az összes utcát, amely a térre vezetett. Ugyancsak itt hirdetett ítéletet az inkvizíció, amelynek három újvilági törvényszéke közül az egyik Limában működött. Az első ítéletet 1573. november 15-én hozták: ez az ítélet volt az amerikai földrész első olyan halálos ítélete, amelyet az elítélt elégetésével kellett végrehajtani. A tér a Plaza de Armas nevet (az arma szó jelentése „fegyver”) a 18. század elején, a függetlenségi időszakban kapta, mivel több alkalommal katonák rendezkedtek be a téren.
A téren található első szökőkút Francisco Álvarez de Toledo alkirály kezdeményezésére épült fel, 1578. október 21-én kezdte meg működését. Egymás fölött több „csésze” helyezkedett el rajta, följebb haladva egyre kisebbek. Tetejére egy trombitát fújó angyalt ábrázoló szobrocskát helyeztek el. Ezt a régi szökőkutat García Sarmiento de Sotomayor alkirály lecseréltette: az új építményt 1651. szeptember 8-án avatták fel. Ez a Pedro Noguera szobrász által tervezett szökőkút látható a téren ma is.
1622-re épült fel a székesegyház, igaz, harangtornyai csak 1797-re készültek el. José de San Martín 1821-ben ezen a téren kiáltotta ki Peru függetlenségét. 1855-ben Ramón Castilla elnök itt avatta fel a város első, gázzal működő közvilágítási rendszerét, majd megkezdődött a parkosítás is az addig jelentősebb térburkolat nélküli téren. A 19. században a Gutiérrez testvérek által José Balta y Montero elnök ellen indított lázadásának is ez a tér volt a kiindulópontja. 1860-ban fektették le az első síneket, amelyeken ló- és öszvérvontatású kocsik közlekedtek. A teret övező épületek építése és átalakítása, illetve földrengések utáni újjáépítése a 20. század közepére fejeződött be, azóta lényegében mai formáját mutatja a környék.

## Leírás
A négyzet alakú tér Lima történelmi belvárosában található. Körülötte található meg az ország legfontosabb épületei közül több: a kormánypalota, a Szent János-székesegyház, a községi palota, az érseki palota és a Club de la Unión épülete: ezek éjjel mind díszkivilágításban részesülnek. A tér közepén egy több évszázados szökőkút található, innen nyolc irányba: a négy sarok és a négy oldalfelező pont irányába indulnak sétányok, amelyek közötti rész parkosítva van. A szökőkút körüli kisebb részt pálmafák sora övezi.
A tér egyik látványossága a délben történő díszőrségváltás a kormánypalota előtt. A környéken számos vendéglő és kávézó működik.

## Képek

Panorámakép
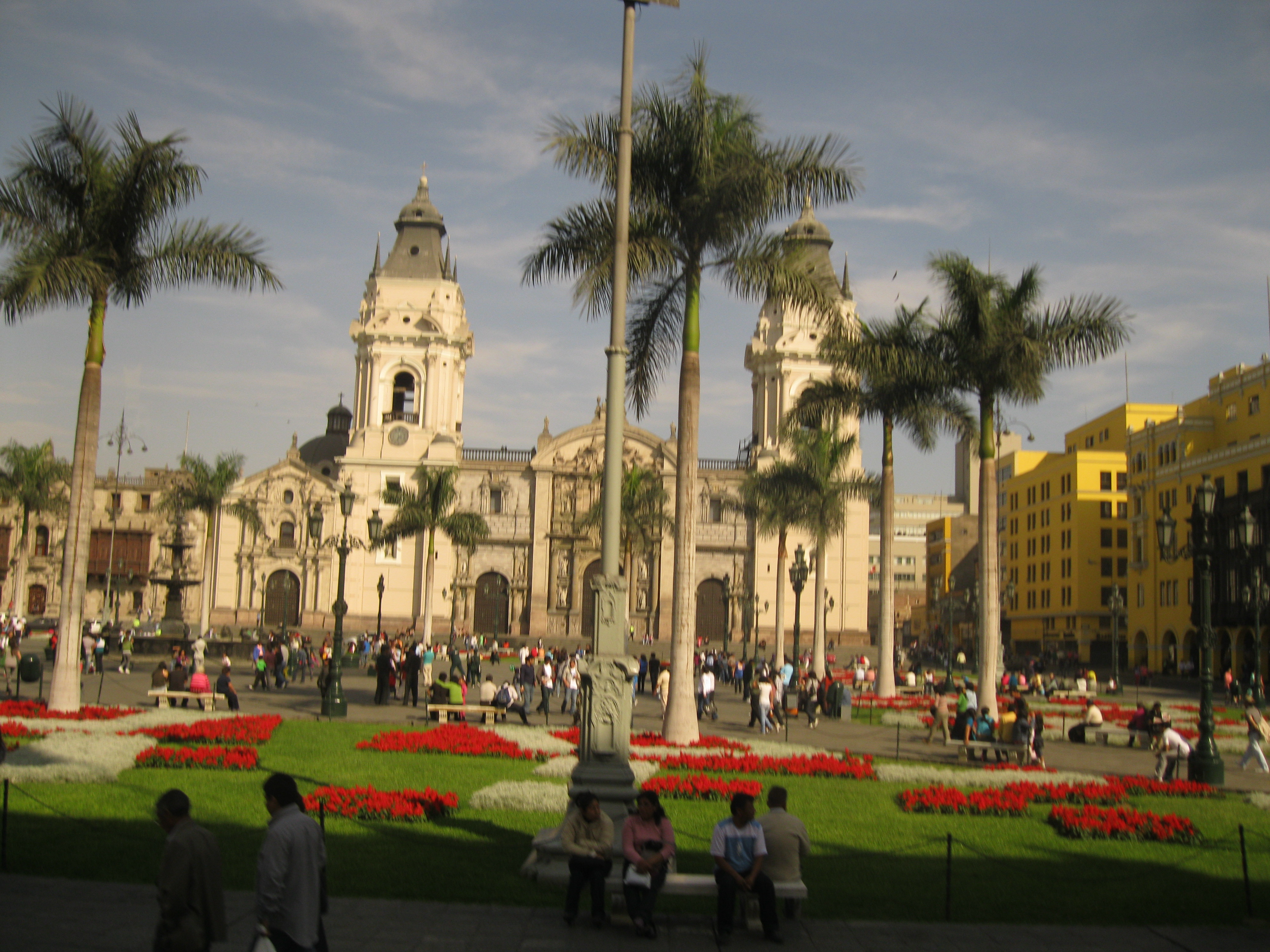
A tér és a Szent János-székesegyház
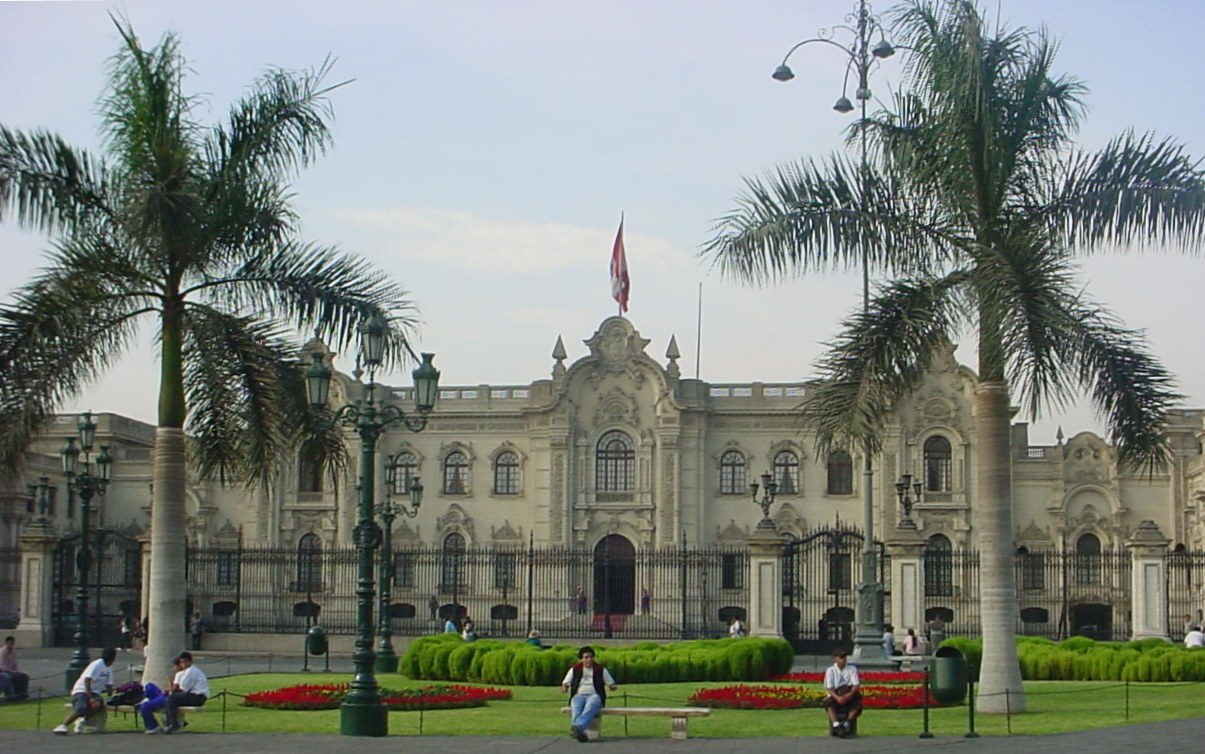
A kormánypalota
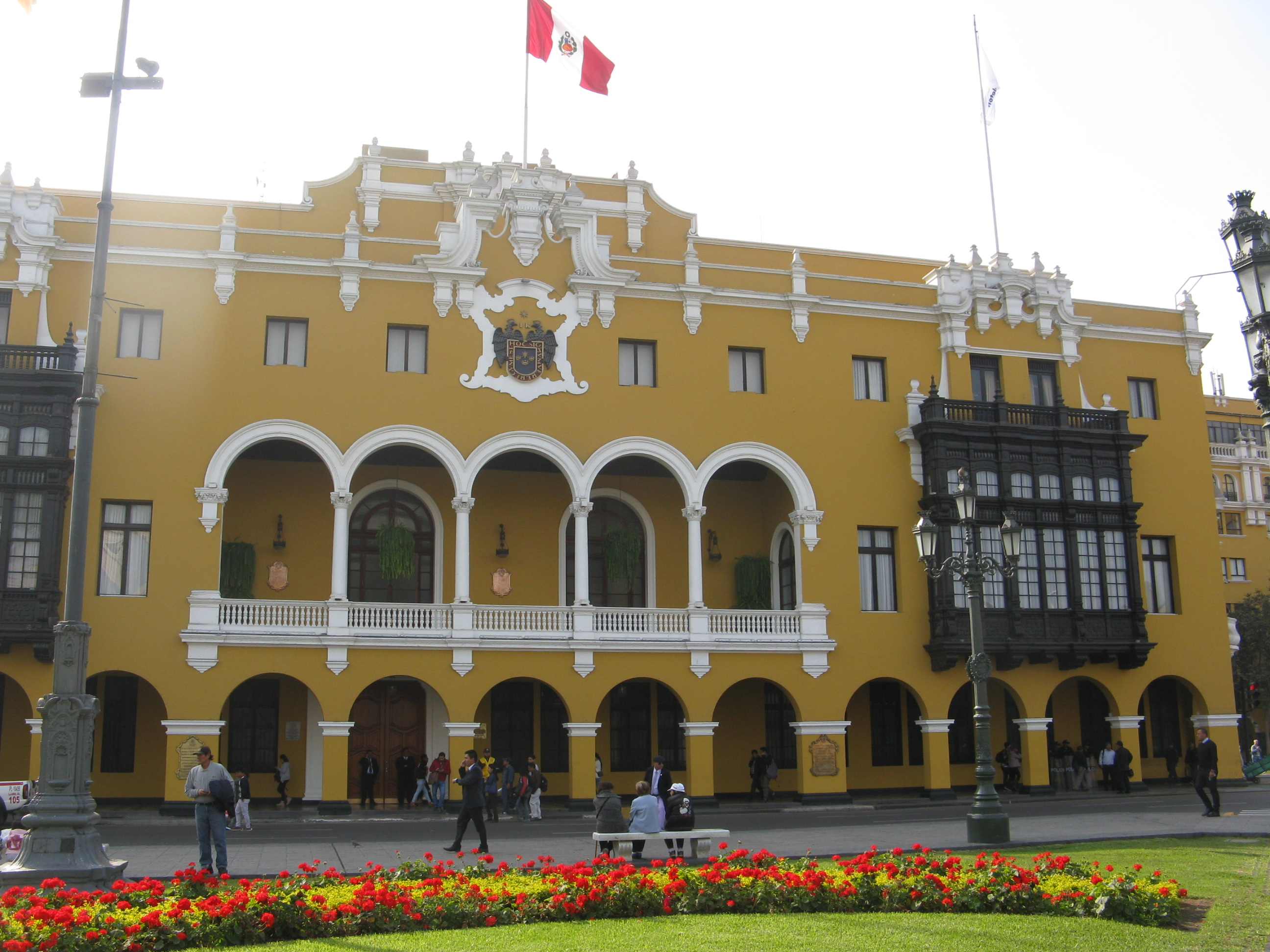
A községi palota
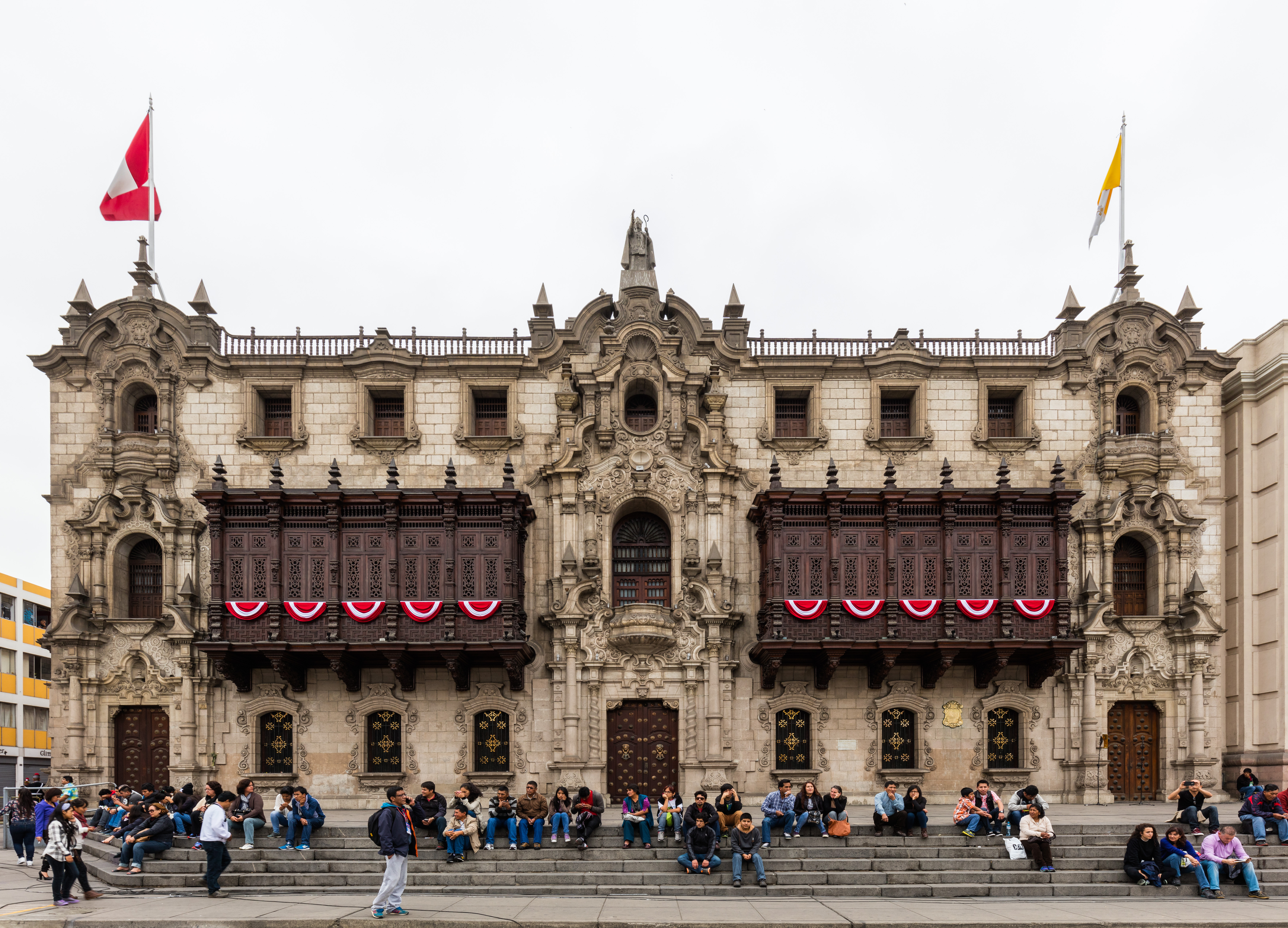
Az érseki palota